# 제주특별자치도의 국가등록문화유산
대한민국의 국가등록문화재 가운데 제주특별자치도에 있는 국가등록문화재는 다음의 목록과 같다.
| 번호  | 사진 | 명칭                                                                                | 소재지                                                          | 관리자 (단체)            | 지정일                | 참조 |
| 38호  |      | 남제주 강병대교회 (南濟州 强兵臺敎會)                                               | 제주 서귀포시 대정읍 상모대서로 43-3 (상모리)                   | 서귀포시                 | 2002년 5월 31일 지정  |      |
| 39호  |      | 남제주 비행기 격납고 (南濟州 飛行機 格納庫)                                         | 제주 서귀포시 대정읍 상모리 1489, 1542                          | 서귀포시                 | 2002년 5월 31일 지정  |      |
| 113호 |      | 제주 이승만별장 (濟州 李承萬別莊)                                                   | 제주 제주시 구좌읍 송당리 산155                                 | .                        | 2004년 9월 4일 지정   |      |
| 155호 |      | 구 제주도청사 (舊 濟州道廳舍)                                                       | 제주 제주시 이도 2동 1176-1                                     |                          | 2005년 4월 15일 지정  |      |
| 156호 |      | 서귀포 천제연 관개수로 (西歸浦 天帝淵 灌漑水路)                                     | 제주 서귀포시 중문동 2785-1 외 (천제연폭포 구역내)              |                          | 2005년 4월 15일 지정  |      |
| 157호 |      | 남제주 구 대정면사무소 (南濟州 舊 大靜面事務所)                                     | 제주 서귀포시 대정읍 상모대서로 17 (상모리)                     |                          | 2005년 4월 15일 지정  |      |
| 306호 |      | 제주 사라봉 일제 동굴진지 (濟州 沙羅峰 日帝 洞窟陣地)                               | 제주 제주시 사라봉동길 74 (건입동)                              |                          | 2006년 12월 4일 지정  |      |
| 307호 |      | 제주 어승생악 일제 동굴진지 (濟州 御乘生嶽 日帝 洞窟陣地)                           | 제주 제주시 해안동 산 220-1, 산220-12                           | 제주특별 자치도 제주시   | 2006년 12월 4일 지정  |      |
| 308호 |      | 제주 가마오름 일제 동굴진지 (濟州 가마오름 日帝 洞窟陣地)                           | 제주 제주시 한경면 청수리 1171, 798-2, 1166-1, 1165, 1207-3번지 | 제주특별자치도           | 2006년 12월 4일 지정  |      |
| 309호 |      | 제주 서우봉 일제 동굴진지 (濟州 犀牛峰 日帝 洞窟陣地)                               | 제주 제주시 조천읍 북촌리 86                                    | 제주특별 자치도 제주시   | 2006년 12월 4일 지정  |      |
| 310호 |      | 제주 셋알오름 일제 동굴진지 (濟州 셋알오름 日帝 洞窟陣地)                           | 제주 서귀포시 대정읍 상모리 316 외                              | 제주특별 자치도 서귀포시 | 2006년 12월 4일 지정  |      |
| 311호 |      | 제주 일출봉 해안 일제 동굴진지 (濟州 日出峯 海岸 日帝 洞窟陣地)                     | 제주 서귀포시 성산읍 성산리 79번지 지선 공유수면                |                          | 2006년 12월 4일 지정  |      |
| 312호 |      | 제주 모슬포 알뜨르비행장 일제 지하벙커 (濟州 摹瑟浦 알뜨르飛行場 日帝 地下벙커)     | 제주 서귀포시 대정읍 상모리 1,670번지                           | 제주특별 자치도 서귀포시 | 2006년 12월 4일 지정  |      |
| 313호 |      | 제주 송악산 해안 일제 동굴진지 (濟州 松岳山 海岸 日帝 洞窟陣地)                     | 제주 서귀포시 대정읍 상모리 195-2번지 지선 공유수면             |                          | 2006년 12월 4일 지정  |      |
| 314호 |      | 제주 모슬봉 일제군사시설 (濟州 摹瑟峰 日帝 軍事施設)                                | 제주 서귀포시 대정읍 상모리 3415                                | 제주특별 자치도 서귀포시 | 2006년 12월 4일 지정  |      |
| 315호 |      | 제주 이교동 일제군사시설 (濟州 伊橋洞 日帝 軍事施設)                                | 제주 서귀포시 대정읍 상모리 3262-1                              | 제주특별 자치도 서귀포시 | 2006년 12월 4일 지정  |      |
| 316호 |      | 제주 모슬포 알뜨르비행장 일제 고사포진지 (濟州 摹瑟浦 알뜨르飛行場 日帝 高射砲陣地) | 제주 서귀포시 대정읍 상모리 316                                 | 제주특별 자치도 서귀포시 | 2006년 12월 4일 지정  |      |
| 317호 |      | 제주 송악산 외륜 일제 동굴진지 (濟州 松岳山 外輪 日帝 洞窟陣地)                     | 제주 서귀포시 대정읍 상모리 산2                                 | 제주특별 자치도 서귀포시 | 2006년 12월 4일 지정  |      |
| 409호 |      | 제주 구 육군제1훈련소 지휘소 (濟州 舊 陸軍第一訓練所 指揮所)                        | 제주 서귀포시 대정읍 상모리 3370 외                             | 해군제주방어사령부       | 2008년 10월 1일 지정  |      |
| 410호 |      | 제주 구 해병훈련시설 (濟州 舊 海兵訓練施設)                                         | 제주 서귀포시 대정읍 상모리 3306 외                             | 해군제주방어사령부       | 2008년 10월 1일 지정  |      |
| 414호 |      | 미카형 증기기관차 304호 (미카型 蒸氣機關車 304號)                                   | 제주 제주시 연동 270-5(삼무공원)                                |                          | 2008년 10월 17일 지정 |      |
| 621호 |      | 제주 정광사 소조미륵여래입상                                                        | 제주 제주시 해안마을길 188                                      | 정광사                   | 2014년 10월 29일 지정 |      |
| 680호 |      | 제주 대정여자고등학교실습실(육군98병원병동)                                         | 제주 서귀포시 대정읍 대한로 88번길 82-22                        | 제주특별자치도교육감     | 2017년 4월 20일 지정  |      |